# Budbud
Budbud é uma cidade localizada na Somália. A cidade esta localizada na região de Galguduud  .